# وایتفیلد کرین
وایتفیلد کرین (انگلیسی: Whitfield Crane؛ زادهٔ ۱۹ ژانویهٔ ۱۹۶۸) یک موسیقی‌دان اهل ایالات متحده آمریکا است. وی از سال ۱۹۸۷ میلادی تاکنون مشغول فعالیت بوده‌است.